# Mai Khôi
Mai Khôi, nome d'arte di Đỗ Nguyễn Mai Khôi (Cam Ranh, 11 dicembre 1982), è una cantante, musicista e attivista vietnamita.

## Biografia
Sposata con un australiano, vive nel proprio Paese, a Hanoi, dove si adopera per la libertà di espressione e per i diritti LGBT, osteggiati dal governo . Nel 2016 ha anche tentato, invano, di farsi eleggere all'Assemblea Nazionale.
Nel 2017 ha incontrato Barack Obama, in visita nel suo Paese . Sempre nello stesso anno la polizia vietnamita ha interrotto un suo concerto a Hanoi.

## Discografia
- Mai-Khoi (2004)
- Mai-Khoi Sings Quoc-Bao (2008)
- Dissent (2017)